# Pohár SKFS 2015/2016
AGRO CS Pohár SKFS 2015/16 byl krajský fotbalový pohár hraný na území středočeského kraje, který se hrál v období od srpna 2015 do června 2016. Vítězem se stal klub SK Rakovník, čímž se kvalifikoval do předkola MOL Cupu 2016/17.

## Formát soutěže
Pohár SKFS se hraje vyřazovacím systémem na jeden zápas, kromě finále které se hraje na dva zápasy doma-venku. Pokud zápas skončí remízou, následuje penaltový rozstřel. Do osmifinále se hraje na stadionu mužstva z nižší soutěže, poté je pořadatel určen losem.

## Přihlášené týmy
Pro účastníky Přeboru Středočeského kraje a I.A třídy Středočeského kraje byla účast v krajském poháru povinná. Přihlásit se také mohlo kterékoliv mužstvo z I.B třídy Středočeského kraje a vítězové okresních fotbalových pohárů.
Zdroje: 
| Přebor Středočeského kraje | I.A třída Středočeského kraje | I.B třída Středočeského kraje | Okresní přebor                       |
| --- | --- | --- | ------------------------------------ |
| - Sokol Hostouň - Sportovní sdružení Ostrá - MFK Dobříš - SK Rejšice - TJ Jíloviště - SK Rakovník - Český lev-Union Beroun - Sokol Vraný - AFK Sokol Semice - Slovan Velvary - AFK Tuchlovice - SK Lhota - SK Posázavan Poříčí nad Sázavou - FK Čechie Vykáň - Mnichovohradišťský SK - FK Kavalier Sázava | - Sokol Klecany - SK Spartak Příbram - SK Černolice - SK Votice - SK Slaný - Všenorský SK - SK Hvozdnice - Sokol Nespeky - FC 05 Zavidov - FC Jílové - FK Lety - FK Dlouhá Lhota - TJ Viktoria Radim - Sokol Luštěnice - FC Velim - SK Poříčany - FK Kunice - SK Slavia Jesenice - FC Horky nad Jizerou - SK Union Čelákovice - FK Červené Pečky - SK Doksy - Sokol Jedomělice - FK Brandýs nad Labem - FK Pšovka Mělník - TJ Libice nad Cidlinou - FK Zbuzany 1953 - AFK Kácov - TJ Kovohutě Podlesí - FK Mníšek pod Brdy - SK Hostomice pod Brdy | - Sokol Ovčáry - Union Cerhovice - TJ SK Hřebeč - TJ Unhošť - SK Nižbor - FK Chmel Mutějovice - SK Labský Kostelec - Sokol Záryby - FK Slavoj Stará Boleslav - FK Bohemia Poděbrady - SK Břežany II - TJ Jawa Divišov - TJ Sokol Miřetice - SK Tochovice - SK Baník Libušín - TJ Klíčany - TJ Polepy - TJ Pátek - TJ Viktoria Vestec - TJ Jiskra Struhařov - TJ Sokol Sedlec-Prčice - FK Dobříč | - SK Slavoj Osek - TJ Sokol Pravonín |

- SK Slavoj Osek nasazen jako vítěz Okresního poháru v okrese Beroun.[2]
- TJ Sokol Pravonín nasazen jako vítěz Okresního poháru v okrese Benešov.[3]

## Zápasy

### Předkolo
Zdroje: 
| Domácí             | Výsledek | Hosté                  |
| ------------------ | -------- | ---------------------- |
| SK Slavoj Osek     | 0:7      | SK Hostomice pod Brdy  |
| TJ Pátek           | 4:8      | TJ Libice nad Cidlinou |
| FK Dobříč          | 2:5      | FK Zbuzany 1953        |
| TJ Sokol Pravonín  | 1:3      | SK Votice              |
| TJ Klíčany         | 2:1      | TJ Sokol Klecany       |
| SK Baník Libušín   | 3:2      | TJ Sokol Jedomělice    |
| TJ Viktoria Vestec | 3:4 pen  | SK Slavia Jesenice     |

### 1. kolo
Zdroje: 
| Domácí                   | Výsledek | Hosté                           |
| ------------------------ | -------- | ------------------------------- |
| SK Baník Libušín         | 6:1      | Sokol Vraný                     |
| TJ SK Hřebeč             | 7:4      | SK Doksy                        |
| FK Slavoj Stará Boleslav | 0:3      | Sportovní sdružení Ostrá        |
| SK Břežany II            | 0:2      | SK Poříčany                     |
| FK Lety                  | 1:2      | Český lev-Union Beroun          |
| SK Labský Kostelec       | 0:1      | SK Union Čelákovice             |
| TJ Kovohutě Podlesí      | 2:3 pen  | MFK Dobříš                      |
| SK Tochovice             | 4:2      | SK Spartak Příbram              |
| FK Mníšek pod Brdy       | 1:5      | SK Černolice                    |
| FK Zbuzany 1953          | 2:4      | Sokol Hostouň                   |
| SK Hvozdnice             | 3:2      | Všenorský SK                    |
| Union Cerhovice          | 5:1      | SK Hostomice pod Brdy           |
| SK Nižbor                | 3:2      | SK Lhota                        |
| FC 05 Zavidov            | 1:3      | SK Rakovník                     |
| FK Chmel Mutějovice      | 3:4      | SK Slaný                        |
| TJ Unhošť                | 1:3      | AFK Tuchlovice                  |
| FK Brandýs nad Labem     | 4:1      | Slovan Velvary                  |
| TJ Klíčany               | 3:2      | FK Pšovka Mělník                |
| Sokol Záryby             | 2:4      | Mnichovohradišťský SK           |
| Sokol Ovčáry             | 3:4      | SK Horky nad Jizerou            |
| TJ Polepy                | 3:6      | FK Červené Pečky                |
| TJ Libice nad Cidlinou   | 6:2      | AFK Sokol Semice                |
| FK Dlouhá Lhota          | 3:6      | SK Rejšice                      |
| SK Slavia Jesenice       | 1:4      | FC Velim                        |
| TJ Jawa Divišov          | 4:3      | AFK Kácov                       |
| TJ Sokol Miřetice        | 2:5      | FK Kavalier Sázava              |
| FC Jílové                | 2:3      | TJ Jíloviště                    |
| TJ Jiskra Struhařov      | 2:3      | Sokol Nespeky                   |
| TJ Sokol Sedlec-Prčice   | 3:1      | SK Votice                       |
| FK Kunice                | 2:5      | SK Posázavan Poříčí nad Sázavou |
| TJ Viktoria Radim        | 3:1      | FK Čechie Vykáň                 |
| FK Bohemia Poděbrady     | 5:1      | TJ Sokol Luštěnice              |

### 2. kolo
Zdroje: 
| Domácí                   | Výsledek | Hosté                           |
| ------------------------ | -------- | ------------------------------- |
| MFK Dobříš               | 2:3      | SK Tochovice                    |
| SK Černolice             | 2:6      | Český lev - Union Beroun        |
| Sokol Hostouň            | 5:2      | SK Hvozdnice                    |
| Union Cerhovice          | 8:0      | SK Nižbor                       |
| SK Rakovník              | 3:2      | SK Slaný                        |
| TJ SK Hřebeč             | 3:2      | AFK Tuchlovice                  |
| FK Brandýs nad Labem     | 4:2      | SK Union Čelákovice             |
| TJ Klíčany               | 7:2      | SK Baník Libušín                |
| Mnichovohradišťský SK    | 5:0      | FC Horky nad Jizerou            |
| FK Červené Pečky         | 1:3      | TJ Libice nad Cidlinou          |
| Sportovní sdružení Ostrá | 3:1      | SK Poříčany                     |
| FK Bohemia Poděbrady     | 0:1      | SK Rejšice                      |
| TJ Viktoria Radim        | 3:2 pen  | FC Velim                        |
| TJ Jawa Divišov          | 1:2 pen  | FK Kavalier Sázava              |
| TJ Jíloviště             | 3:4 pen  | Sokol Nespeky                   |
| TJ Sokol Sedlec-Prčice   | 2:0      | SK Posázavan Poříčí nad Sázavou |

### Pavouk
Zdroje: 
|  | Osmifinále               | Osmifinále               |                        |       | Čtvrtfinále | Čtvrtfinále |  |  | Semifinále | Semifinále |  |  | Finále | Finále |
|  |                          |                          |                        |       |             |             |  |  |            |            |  |  |        |        |
|  |                          |                          |                        |       |             |             |  |  |            |            |  |  |        |        |
|  |                          |                          |                        |       |             |             |  |  |            |            |  |  |        |        |
|  | SK Tochovice             | 2                        |                        |       |             |             |  |  |            |            |  |  |        |        |
|  | SK Tochovice             | 2                        |                        |       |             |             |  |  |            |            |  |  |        |        |
|  | Český lev-Union Beroun   | 0                        |                        |       |             |             |  |  |            |            |  |  |        |        |
|  | Český lev-Union Beroun   | 0                        | SK Tochovice           | 2     |             |             |  |  |            |            |  |  |        |        |
|  |                          |                          | SK Tochovice           | 2     |             |             |  |  |            |            |  |  |        |        |
|  |                          | Sokol Hostouň            | 5                      |       |             |             |  |  |            |            |  |  |        |        |
|  | Union Cerhovice          | Sokol Hostouň            | 5                      | 0     |             |             |  |  |            |            |  |  |        |        |
|  | Union Cerhovice          |                          |                        | 0     |             |             |  |  |            |            |  |  |        |        |
|  | Sokol Hostouň            | 3                        |                        |       |             |             |  |  |            |            |  |  |        |        |
|  | Sokol Hostouň            | 3                        | Sokol Hostouň          | 1     |             |             |  |  |            |            |  |  |        |        |
|  |                          |                          | Sokol Hostouň          | 1     |             |             |  |  |            |            |  |  |        |        |
|  |                          | SK Rakovník              | 2 (p)                  |       |             |             |  |  |            |            |  |  |        |        |
|  | TJ Klíčany               | SK Rakovník              | 2 (p)                  | 1     |             |             |  |  |            |            |  |  |        |        |
|  | TJ Klíčany               |                          |                        | 1     |             |             |  |  |            |            |  |  |        |        |
|  | FK Brandýs nad Labem     | 4                        |                        |       |             |             |  |  |            |            |  |  |        |        |
|  | FK Brandýs nad Labem     | 4                        | FK Brandýs nad Labem   | 2     |             |             |  |  |            |            |  |  |        |        |
|  |                          |                          | FK Brandýs nad Labem   | 2     |             |             |  |  |            |            |  |  |        |        |
|  |                          | SK Rakovník              | 3 (p)                  |       |             |             |  |  |            |            |  |  |        |        |
|  | TJ SK Hřebeč             | SK Rakovník              | 3 (p)                  | 1     |             |             |  |  |            |            |  |  |        |        |
|  | TJ SK Hřebeč             |                          |                        | 1     |             |             |  |  |            |            |  |  |        |        |
|  | SK Rakovník              | 2                        |                        |       |             |             |  |  |            |            |  |  |        |        |
|  | SK Rakovník              | 2                        | SK Rakovník            | 5     |             |             |  |  |            |            |  |  |        |        |
|  |                          |                          | SK Rakovník            | 5     |             |             |  |  |            |            |  |  |        |        |
|  |                          | TJ Sokol Sedlec-Prčice   | 2                      |       |             |             |  |  |            |            |  |  |        |        |
|  | TJ Viktoria Radim        | TJ Sokol Sedlec-Prčice   | 2                      | 5     |             |             |  |  |            |            |  |  |        |        |
|  | TJ Viktoria Radim        |                          |                        | 5     |             |             |  |  |            |            |  |  |        |        |
|  | FK Kavalier Sázava       | 2                        |                        |       |             |             |  |  |            |            |  |  |        |        |
|  | FK Kavalier Sázava       | 2                        | TJ Viktoria Radim      | 0     |             |             |  |  |            |            |  |  |        |        |
|  |                          |                          | TJ Viktoria Radim      | 0     |             |             |  |  |            |            |  |  |        |        |
|  |                          | TJ Sokol Sedlec-Prčice   | 2                      |       |             |             |  |  |            |            |  |  |        |        |
|  | TJ Sokol Sedlec-Prčice   | TJ Sokol Sedlec-Prčice   | 2                      | 2     |             |             |  |  |            |            |  |  |        |        |
|  | TJ Sokol Sedlec-Prčice   |                          |                        | 2     |             |             |  |  |            |            |  |  |        |        |
|  | Sokol Nespeky            | 0                        |                        |       |             |             |  |  |            |            |  |  |        |        |
|  | Sokol Nespeky            | 0                        | TJ Sokol Sedlec-Prčice | 2 (p) |             |             |  |  |            |            |  |  |        |        |
|  |                          |                          | TJ Sokol Sedlec-Prčice | 2 (p) |             |             |  |  |            |            |  |  |        |        |
|  |                          | Sportovní sdružení Ostrá | 1                      |       |             |             |  |  |            |            |  |  |        |        |
|  | TJ Libice nad Cidlinou   | Sportovní sdružení Ostrá | 1                      | 0     |             |             |  |  |            |            |  |  |        |        |
|  | TJ Libice nad Cidlinou   |                          |                        | 0     |             |             |  |  |            |            |  |  |        |        |
|  | Mnichovohradišťský SK    | 1 (p)                    |                        |       |             |             |  |  |            |            |  |  |        |        |
|  | Mnichovohradišťský SK    | 1 (p)                    | Mnichovohradišťský SK  | 1     |             |             |  |  |            |            |  |  |        |        |
|  |                          |                          | Mnichovohradišťský SK  | 1     |             |             |  |  |            |            |  |  |        |        |
|  |                          | Sportovní sdružení Ostrá | 3                      |       |             |             |  |  |            |            |  |  |        |        |
|  | SK Rejšice               | Sportovní sdružení Ostrá | 3                      | 0     |             |             |  |  |            |            |  |  |        |        |
|  | SK Rejšice               |                          |                        | 0     |             |             |  |  |            |            |  |  |        |        |
|  | Sportovní sdružení Ostrá | 4                        |                        |       |             |             |  |  |            |            |  |  |        |        |
|  | Sportovní sdružení Ostrá | 4                        |                        |       |             |             |  |  |            |            |  |  |        |        |

### Finále
| 1. června 2016 | SK Rakovník | 4 : 0 (2:0) | TJ Sokol Sedlec-Prčice | stadion, Rakovník |  |  |
|                |             | Report      |                        |                   |  |  |
|                |             |             |                        |                   |  |  |

| 8. června 2016 | TJ Sokol Sedlec-Prčice | 2 : 1 (2:0) | SK Rakovník | stadion, Sedlec-Prčice |  |  |
| 18:30          |                        | Report      |             |                        |  |  |
|                |                        |             |             |                        |  |  |